# Кузум, Боран
Бора́н Кузу́м (тур. Boran Kuzum; 1 октября 1992 года, Анкара) — турецкий актёр.

## Биография
Боран родился в 1 октября 1992 году в Анкаре. Окончил театральный факультет Стамбульского университета. Играл в театре. Снимался в различных рекламных роликах.
Карьера актёра на телевидении началась в 2015 году с роли Суата в сериале «Мамы и матери». В 2016 году он сыграл взрослого султана Мустафу I в сериале «Великолепный век: Кёсем Султан». В конце 2016 года на турецкие экраны вышел телесериал «Моя Родина — это ты», где Боран играет сына греческого генерала — лейтенанта Леона.
В 2018 выходит сериал «Соколиная гора», в котором Боран играет одну из главных ролей (Эфе). Вскоре сериал делает финал на 6 серии.
В 2020 году выходит сериал с участием Мирай Данер и Борана Кузума- «Уважение», где молодые люди играют влюблённых, (ранее Мирай исполняла роль возлюбленной Леона Хиляль в сериале «Ты моя Родина», где роль Леона исполнял Боран).
Также Боран присоединился к касту сериала «Защитник»- первого турецкого сериала, вышедшего на платформе Netflix.

## Фильмография
| Год  |   | Русское название               | Оригинальное название | Роль      |
| ---- | - | ------------------------------ | --------------------- | --------- |
| 2015 | с | Мамы и матери                  | Analar ve Anneler     | Суат      |
| 2016 | с | Великолепный век: Кёсем Султан | Muhteşem Yüzyıl Kösem | Мустафа I |
| 2017 | с | Моя Родина — это ты            | Vatanım Sensin        | Леон      |
| 2018 | с | Соколиный холм                 | Şahin Tepesi          | Эфе       |